# Anna Telfer
Anna Telfer ist eine US-amerikanische Schauspielerin.

## Leben
Telfer sammelte 2017 schauspielerische Erfahrung an der Prague Shakespeare Company in Prag. 2018 besuchte sie das Westmont College im kalifornischen Santa Barbara. Sie studierte Theaterkunst und Kommunikationswissenschaft und schloss es mit dem Bachelor of Arts ab. Sie spielte zu dieser Zeit in Santa Barbara an Theaterstücken der Lit Moon Theatre Company mit. Nach ihrem Abschluss zog sie nach Los Angeles.
Im Kurzfilm Physics of Killing übernahm Telfer 2020 erstmals eine Filmrolle. Im Folgejahr übernahm sie eine Episodenrolle in der Fernsehserie Wild West Chronicles und war im selben Jahr in drei Episoden der Serie Black Rain in der Rolle der Ele Kizer zu sehen. Außerdem war sie in den The-Asylum-Filmen Aquarium of the Dead in der Rolle der Christie und 2021 in Planet Dune in der Rolle der Ronnie zu sehen. 2022 übernahm sie im Film Top Gunner 2 – Danger Zone, einem Mockbuster zu Top Gun: Maverick mit Tom Cruise, eine der weiblichen Hauptrollen als Vanessa Jensen.

## Filmografie (Auswahl)
- 2020: Physics of Killing (Kurzfilm)
- 2021: Wild West Chronicles (Fernsehserie, Episode 1x01)
- 2021: Aquarium of the Dead
- 2021: Swimply: Escape with Family (Kurzfilm)
- 2021: Alalia (Kurzfilm)
- 2021: Planet Dune (Planet Dune – Their mission...was DOOMED to fail)
- 2021: Ravishing (Kurzfilm)
- 2021: Black Rain (Fernsehserie, 3 Episoden)
- 2022: This Desolate Shore
- 2022: Top Gunner 2 – Danger Zone (Top Gunner: Danger Zone)
- 2022: Time Pirates
- 2023: Tomorrow
- 2023: Ape vs. Mecha Ape
- 2023: Under the Influencer
- 2023: That's Not My Mother (Kurzfilm)

## Theater (Auswahl)
- The Glass Menagerie, Regie: John Blondell, Lit Moon Theatre Company/Center Stage Theater
- A Midsummer Night's Dream, Regie: Willow Geer, Theatricum Botanicum
- Twelfth Night, Theatricum Botanicum
- Enemy of the People, Theatricum Botanicum